# Pelusios nanus
Pelusios nanus är en sköldpaddsart som beskrevs av  Laurent 1956. Pelusios nanus ingår i släktet Pelusios och familjen pelomedusasköldpaddor. Inga underarter finns listade i Catalogue of Life.
Denna sköldpadda når en längd av 12 cm. Den har tjocka extremiteter och simhud mellan tårna. Skölden har en oval form. Den har en rödbrun eller olivbrun grundfärg samt gula och svarta mönster. Artens huvud är gråaktig och andra delar av huden gulaktig.
Arten förekommer i Angola, Kongo-Kinshasa och Zambia. I bergstrakter når sköldpaddan 1800 meter över havet. Den vistas vid mindre långsamt flytande vattendrag och vid dammar. Under den varma årstiden håller Pelusios nanus sommardvala och den gräver in sig i marken. Exemplar i fångenskap matades framgångsrik med daggmaskar, insekter, små fiskar, möss och vattenväxter. Honan lägger ungefär 5 ägg per tillfälle som göms i leran.